# Relativní permitivita
Relativní permitivita (dříve dielektrická konstanta) je v elektrotechnice bezrozměrná veličina vyjadřující podíl absolutní permitivity daného materiálu a permitivity vakua. Relativní permitivita je tedy látková konstanta, která vyjadřuje, kolikrát se elektrická síla zmenší v případě, že tělesa s elektrickým nábojem jsou místo ve vakuu umístěna v látkovém prostředí (též kolikrát se zvětší kapacita kondenzátoru, umístí-li se mezi elektrody dielektrikum).

## Charakteristika
Hodnota relativní permitivity závisí na vlastnostech daného materiálu – jde tedy o materiálovou konstantu. Její hodnota hodnoty závisí na teplotě a přesném složení látky. Relativní permitivita je bezrozměrná veličina a je vyjádřena vztahem:
{\displaystyle \varepsilon _{r}={\frac {\varepsilon }{\varepsilon _{0}}}}
Permitivita {\displaystyle \varepsilon }, kterou lze vyjádřit jako {\displaystyle \varepsilon =\varepsilon _{0}\cdot \varepsilon _{r}={E_{e} \over E}} bývá také označována jako absolutní permitivita daného materiálu. Absolutní permitivita nahrazuje permitivitu vakua ve všech elektrostatických rovnicích, jestliže prostor je místo vakua vyplněn dielektrikem.

## Hodnoty
Dielektrika mají relativní permitivitu vždy větší než 1. Hodnota veličiny relativní permitivita je u většiny dielektrik 1 - 10. Hodnoty uvedené v tabulce byly měřeny při frekvenci 100 Hz, u polovodičů pak 107 - 1010 Hz:
| Materiál             | εr          | pozn.            |
| -------------------- | ----------- | ---------------- |
| Balsa                | 1,4         |                  |
| Dřevo                | 2,04 - 7,3  | Podle druhu      |
| Germanium            | 16 - 16,4   |                  |
| Jantar               | 2,6 - 2,8   |                  |
| Kondenzátorový papír | 2,5 - 2,55  |                  |
| Křemen tavený        | 3,8         |                  |
| Křemík               | 11,7        |                  |
| Led                  | 4,8         |                  |
| LiF (monokrystal)    | 9           |                  |
| Mramor               | 7 - 8       |                  |
| NaCl (monokrystal)   | 5,9         |                  |
| Plexisklo            | 3,4         |                  |
| Polystyrén pěnový    | 1,03        |                  |
| Porcelán             | 5,5 - 6,5   |                  |
| Síra krystalická     | 3,75 - 4,45 | Podle orientace  |
| Sklo                 | 3,8 - 19    | Podle druhu skla |
| Slída                | 6,9 - 11,5  |                  |
| Teflon               | 2,1         |                  |
| Vakuum               | 1           |                  |
| Voda                 | 81          | 20 °C            |
| Vzduch               | 1,000 59    |                  |